# Océane Mahé
Océane Mahé, née le 12 février 2002 à Sallanches, est une coureuse cycliste professionnelle française.

## Biographie
Lors des championnats de France espoir 2023, alors sociétaire de l'UVCA Troyes, elle créé la sensation en s'imposant après un long raid solitaire. Elle s'impose avec plus de 2 minutes d'avance sur Églantine Rayer, grandissime favorite, et Maëva Squiban.
À la fin de la saison, elle obtient un contrat professionnel pour la saison 2024 au sein de l'équipe Arkéa-B&B Hôtel.
Elle s'illustre lors de cette saison 2024 avec un 5e place au général du Tour d'Estrémadure et le maillot blanc de meilleure jeune. Lors des championnats de France, elle obtient le titre espoir sur le contre-la-montre. 

## Palmarès sur route

### Par années
- 2023
  -  Championne de France sur route espoirs
- 2024
  -  Championne de France du contre-la-montre espoirs

### Classements mondiaux
| Année                                 | 2024 |
| ------------------------------------- | ---- |
| Classement UCI                        | 410e |
|                                       |      |
| Légende : nc = non classéSource : UCI |      |